# Magi: The Labyrinth of Magic
Magi: The Labyrinth of Magic (マギ The labyrinth of magic? lett. "Magi: il labirinto della magia") è un manga scritto e disegnato da Shinobu Ōtaka, serializzato su Weekly Shōnen Sunday di Shogakukan da giugno 2009 a ottobre 2017. Un manga spin-off dal titolo Adventure of Sindbad, sempre scritto da Ōtaka coi disegni di Yoshifumi Ōtera, ha iniziato la serializzazione sulla stessa rivista nell'aprile 2013, ma è stato poi trasferito in un secondo momento sulla webzine Ura Sunday di Shogakukan fino alla sua conclusione ad aprile 2018. In Italia i diritti di entrambe le serie sono stati acquistati da Star Comics. L'opera si ispira alla raccolta di novelle Le mille e una notte, da cui non riprende solo l'ambientazione mediorientale ma anche il nome di molti dei personaggi, sebbene siano stati poi diversamente reinterpretati dall'autrice.
Un adattamento anime della serie principale, prodotto da A-1 Pictures, è stato trasmesso in Giappone tra ottobre 2012 e marzo 2013. Una seconda stagione, intitolata Magi: The Kingdom of Magic, è andata in onda da ottobre 2013 a marzo 2014. Una serie OAV di Adventure of Sindbad ha avuto inizio a maggio 2014, mentre una serie televisiva anime sempre ispirata allo spin-off è stata trasmessa tra aprile e luglio 2016.

## Sinossi

### Ambientazione
La storia è ambientata in una versione alternativa dell'antico Vecchio Mondo, con numerose regioni e nazioni simili alle controparti reali di quel periodo. In questo mondo tutti gli esseri viventi hanno origine dal Rukh (ルフ?) e quando muoiono la loro essenza ritorna all'enorme flusso (noto come "guida") del Rukh, che dà vita a tutti gli esseri successivi in un ciclo eterno di rinascita chiamato "fato". Tuttavia quando una persona viene sopraffatta da tristezza, rabbia e disperazione, il suo Rukh diventa corrotto, instabile e di colore scuro, allontanandosi dalla guida principale in un processo noto come "caduta nella depravazione" (堕転?, daten).
Vi sono anche diversi castelli incantati, colmi di tesori e trappole, chiamati "dungeon", dimore di potenti esseri magici noti come djinn (ジン?). I conquistatori di dungeon (迷宮攻略者?, danjon kōryakusha) sono coloro i quali sono riusciti a superare le prove di un dungeon e a ottenere la fedeltà di un djinn, acquisendo la capacità sia di usare i suoi poteri infusi in un oggetto personale metallico chiamato "artefatto geniesco", che di creare "artefatti del seguace" per i propri compagni.
Alcune persone possono usare il Rukh presente nel loro corpo per creare energia nota come Magoi (マゴイ?), capace di potenziare le loro armi ed abilità magiche. Questo tipo di energia però deve essere usata con cautela poiché, nonostante il Magoi di un individuo possa essere ripristinato mangiando o dormendo, una volta esaurito provoca la morte. Fra coloro che possono eseguire magie col proprio Magoi vi è una categoria particolare di maghi noti come Magi (マギ?), i quali possono usare anche il Magoi del Rukh che li circonda, capacità che li rende estremamente potenti. Di solito i Magi scelgono dei conquistatori di dungeon per offrirgli guida e protezione, facendoli diventare i loro candidati al titolo di re (王の器?, ō no utsuwa), e infatti numerose sono state le nazioni nel corso della storia ad essere state fondate o a progredire grazie a tali individui.

### Trama
Aladdin è un misterioso ragazzino che vagabonda senza una meta precisa e che sembra non sapere niente del mondo. Nel suo viaggio però non è solo, poiché insieme a lui c'è Ugo, un gigantesco ma timido djinn che risiede all'interno del suo flauto. In uno dei suoi viaggi, Aladdin incontra Alibaba, un ragazzo all'apparenza egoista ed avido, ma che in realtà possiede un grande cuore e non esita a mettere a rischio la sua vita per il bene degli altri. Dopo una serie di disavventure, i due diventano amici e decidono di esplorare insieme un dungeon, ossia una delle leggendarie costruzioni apparse per la prima volta nel mondo 14 anni prima ed al cui interno si nascondono misteriosi tesori.
Durante l'esplorazione, Aladdin ed Alibaba incontrano numerose difficoltà, dovute non solo alle numerose trappole e creature pericolose che si annidano nella struttura, ma anche alle altre persone venute a conquistarlo. L'esplorazione del dungeon non è che l'inizio della loro avventura. A chi conquista un dungeon in effetti non è fatto solo dono di grandi ricchezze, ma anche di uno straordinario potere. E non è tutto: Aladdin è un Magi, ed esplorando il dungeon insieme ad Alibaba ha inconsapevolmente scelto quest'ultimo come suo candidato al titolo di re.

### Terminologia
Djinn
Per utilizzare un termine più comune, si potrebbe definirli "geni". Sono i signori dei dungeon e riposano al loro interno, fino a quando un conquistatore di dungeon non raggiunge il luogo in cui si trovano.
Rukh
Apparizioni simili ad uccelli che provengono dal luogo in cui hanno origine le anime. Quando le persone muoiono, il loro corpo fa ritorno alla terra, mentre la loro anima torna ad essere una cosa unica col Rukh. Il Rukh produce Magoi ed è anche la causa dei fenomeni naturali.
Magoi
È l'energia creata dal Rukh. È il potere magico che viene utilizzato per gli incantesimi, le armi magiche e per evocare i djinn.
Magi
Persone che possono utilizzare la magia ed il cui compito è di scegliere un candidato al titolo di re e guidarlo. I Magi sono amati dal Rukh. Le persone normali infatti possono usare solo l'energia del Rukh all'interno del loro corpo, mentre i Magi possono utilizzare sia il loro Rukh sia quello che li circonda. Per questo motivo, possono utilizzare una quantità straordinaria di Magoi senza mai esaurirla. Al contrario delle persone normali, i Magi consumano la propria stamina quando utilizzano la magia. Sono anche chiamati “stregoni della creazione” e in ogni epoca ve ne esistono soltanto tre. Alla morte di uno ne nasce un altro. Nel periodo trattato dalla narrazione i Magi presenti sono Judal, Yunan e Sherazad. Essendosi aggiunto Aladino come quarto Magi, la sua esistenza è qualcosa di particolare.
Conquistatori di dungeon
Persone che conquistano un dungeon. Riuscendo nell'impresa, non solo acquistano grandi ricchezze, ma diventano anche padroni di un djinn.
Candidati al titolo di re
Conquistatori di dungeon che sono stati scelti e guidati da un Magi. Sono gli unici individui a poter diventare re ed unificare tutti i territori sotto il proprio impero.
Artefatti genieschi
Sono gli oggetti metallici in cui vengono custoditi i djinn. Una volta che un conquistatore raggiunge il luogo in cui si trova il djinn all'interno di un dungeon, esso si trasferisce in un oggetto metallico appartenente all'individuo, su cui appare un simbolo. Per utilizzare correttamente l'oggetto è necessario comprimere il suo potere nel proprio corpo in modo tale da materializzarsi come un vero djinn. Tuttavia questo tipo di tecnica consuma Magoi e, una volta esaurito, bisogna aspettare che si ricarichi.
Equipaggiamento djinn
È una tecnica che permette all'utilizzatore di ottenere la potenza originaria del suo djinn. Al contrario dei Magi che possono evocare addirittura il corpo del djinn, le persone normali non possiedono così tanto Magoi. Per questo motivo, avvolgendo se stessi con il djinn ed assimilando i suoi poteri, si può ottenere la stessa potenza di un djinn materializzato. Dopo aver eseguito correttamente l'equipaggiamento djinn, il proprio aspetto muta per andare a rassomigliare quello del djinn.
Equipaggiamento djinn dell'arma
Una tecnica che prevede l'utilizzo dell'equipaggiamento djinn solo sulla parte più vicina a dove si trova il djinn, cioè il proprio oggetto metallico. È più semplice da eseguire rispetto all'equipaggiamento completo.
Artefatti del seguace
Le persone vicine all'utilizzatore dell'oggetto metallico del djinn, diventano la sua famiglia. Tali individui possono ottenere l'appoggio del conquistatore di dungeon e ricevere il potere del suo djinn. In questo caso il djinn trasferisce parte del suo potere in uno oggetto metallico del servitore, il quale riceve così un grande potenziamento (senza poter eseguire però un equipaggiamento djinn). Quando finisce il Magoi del conquistatore, lo stesso accade ai suoi seguaci.

## Media

### Manga

#### The Labyrinth of Magic
Il manga, scritto e disegnato da Shinobu Ōtaka, è stato serializzato sulla rivista Weekly Shōnen Sunday di Shogakukan dal 3 giugno 2009 all'11 ottobre 2017. Il primo volume tankōbon è stato pubblicato il 18 dicembre 2009 e al 17 novembre 2017 ne sono stati messi in vendita in tutto trentasette. Sia i capitoli del manga sia gli episodi dell'adattamento anime sono classificati come "Notti", allusione ai viaggi de Le mille e una notte che hanno fatto da modello per la base della storia. In Italia la serie è pubblicata da Star Comics dal 15 settembre 2011 con frequenza bimestrale nella collana Starlight. A ottobre 2017 sono stati pubblicati trentadue volumi, dei quali dal quinto in poi solo in fumetteria mentre dal primo al quarto anche in edicola.
| 1  | 18 dicembre 2009 | ISBN 978-4-09-122063-9                                                      | 15 settembre 2011 | ISBN 978-88-6420-549-6 |
| 1  | Capitoli - 1ª notte. "Il suo nome è Aladdin" (その名はアラジン?, Sono Na wa Arajin) - 2ª notte. "Il suo nome è Alibaba" (その名はアリババ?, Sono Na wa Aribaba) - 3ª notte. "Aladdin e Alibaba" (アラジンとアリババ?, Arajin to Aribaba) - 4ª notte. "La suite sui dungeon" (迷宮組曲?, Danjon Kumikyoku) - 5ª notte. "Un'avventura" (冒険?, Bōken) - 6ª notte. "L'interno di un dungeon" (迷宮の中?, Danjon no Naka) - 7ª notte. "La minaccia del dungeon" (迷宮の脅威?, Danjon no Kyōi) |                                                                             |                   |                        |
| 2  | 18 dicembre 2009 | ISBN 978-4-09-122064-6                                                      | 17 novembre 2011  | ISBN 978-88-6420-550-2 |
| 2  | Capitoli - 8ª notte. "La vera natura di Aladdin" (アラジンの正体?, Arajin no Shōtai) - 9ª notte. "Un tiranno" (暴君?, Bōkun) - 10ª notte. "La nostalgia del paese natio" (望郷?, Bōkyō) - 11ª notte. "La necropoli" (ネクロポリス?, Nekuroporisu) - 12ª notte. "Il luogo in cui si rischia la vita" (命張る場所?, Inochi Haru Basho) - 13ª notte. "Il mago creatore del mondo" (創世の魔法使い?, Sōsei no Mahōtsukai) - 14ª notte. "Il padrone del dungeon" (迷宮の主?, Danjon no Nushi) - 15ª notte. "Una conquista completa" (完全攻略?, Kuria) - 16ª notte. "La promessa" (約束?, Yakusoku) - 17ª notte. "Il giorno della partenza" (旅立ちの日?, Tabidachi no Hi) |                                                                             |                   |                        |
| 3  | 18 marzo 2010 | ISBN 978-4-09-122196-4                                                      | 18 gennaio 2012   | ISBN 978-88-6420-551-9 |
| 3  | Capitoli - 18ª notte. "I Rokh" (ルフ?, Rufu) - 19ª notte. "Il grande Impero Koga" (大黄牙帝国?, Dai Kouga Teikoku) - 20ª notte. "La caccia agli schiavi" (奴隷狩り?, Dorei Gari) - 21ª notte. "La leggenda" (伝説?, Densetsu) - 22ª notte. "La guerra" (戦争?, Sensō) - 23ª notte. "La terra natale delle anime" (魂の故郷?, Tamashī no Furusato) - 24ª notte. "Una conquistatrice di dungeon" (迷宮攻略者?, Danjon Kōryakusha) - 25ª notte. "Paimon" (パイモン?, Paimon) - 26ª notte. "Colui che è stato condotto" (導かれし者?, Michibika Reshi Mono) - 27ª notte. "I lividi che non scompaiono" (消えないあざ?, Kienai Aza) |                                                                             |                   |                        |
| 4  | 18 giugno 2010 | ISBN 978-4-09-122336-4                                                      | 18 aprile 2012    | ISBN 978-88-6420-605-9 |
| 4  | Capitoli - 28ª notte. "I Fanaris, il popolo guerriero" (戦闘民族ファナリス?, Sentō Minzoku Fanarisu) - 29ª notte. "Schiavi" (奴隷?, Dorei) - 30ª notte. "Un miracolo" (奇跡?, Kiseki) - 31ª notte. "Il banchetto" (宴?, Utage) - 32ª notte. "La strada per Balbadd" (バルバッドへの道?, Barubaddo e no Michi) - 33ª notte. "Il suo nome è Sindbad" (その名はシンドバッド?, Sono Na wa Shindobaddo) - 34ª notte. "La risposta" (答え?, Kotae) - 35ª notte. "La nebbia scomparsa" (霧散?, Musan) - 36ª notte. "I briganti della nebbia" (霧の団?, Kiri no Dan) - 37ª notte. "Ammirando la luna" (月見?, Tsukimi) |                                                                             |                   |                        |
| 5  | 18 agosto 2010 | ISBN 978-4-09-122527-6                                                      | 14 giugno 2012    | ISBN 978-88-6420-606-6 |
| 5  | Capitoli - 38ª notte. "Una città piena di rifiuti" (ゴミ溜めの街?, Gomidame no Machi) - 39ª notte. "Un avvenimento" (事件?, Jiken) - 40ª notte. "Non preoccuparti!" (大丈夫?, Daijōbu) - 41ª notte. "L'assalto" (襲撃?, Shūgeki) - 42ª notte. "Alibaba e Sindbad" (アリババとシンドバッド?, Aribaba to Shindobaddo) - 43ª notte. "Alibaba e Abumad" (アリババとアブマド?, Aribaba to Abumado) - 44ª notte. "Il sole nero" (黒い太陽?, Kuroi Taiyō) - 45ª notte. "Il suo nome è Judal" (その名はジュダル?, Sono Na wa Judaru) - 46ª notte. "I due magi" (二人のマギ?, Futari no Magi) - 47ª notte. "Magie" (魔法?, Mahō) - 48ª notte. "Ugo" (ウーゴくん?, Ūgo-kun) |                                                                             |                   |                        |
| 6  | 18 ottobre 2010 | ISBN 978-4-09-122629-7                                                      | 16 agosto 2012    | ISBN 978-88-6420-607-3 |
| 6  | Capitoli - 49ª notte. "Una nuova visita" (新たなる来訪者?, Aratanaru Raihōsha) - 50ª notte. "Mischia" (乱戦?, Ransen) - 51ª notte. "Dopo la battaglia" (戦いの後?, Tatakai no Ato) - 52ª notte. "Alibaba and Sabumad" (アリババとサブマド?, Aribaba to Sabumado) - 53ª notte. "Il salvatore" (救う者?, Sukuumono) - 54ª notte. "Il dovere" (責任?, Sekinin) - 55ª notte. "La decisione" (決意?, Ketsui) - 56ª notte. "Gli strumenti metallici che contengono un Djinn" (ジンの金属器?, Jin no Kinzoku Ki) - 57ª notte. "Doni di fidanzamento" (結納品?, Yuinō Hin) - 58ª notte. "La magia mutaforma" (魔装?, Masō) |                                                                             |                   |                        |
| 7  | 18 gennaio 2011 | ISBN 978-4-09-122770-6                                                      | 17 ottobre 2012   | ISBN 978-88-6420-608-0 |
| 7  | Capitoli - 59ª notte. "L'assalto" (突撃?, Totsugeki) - 60ª notte. "Un secondo scontro" (再対決?, Sai Taiketsu) - 61ª notte. "La rivolta" (反逆?, Hangyaku) - 62ª notte. "La soluzione di Alibaba" (アリババの答え?, Aribaba no Kotae) - 63ª notte. "Il ragionamento forzato di Alibaba" (アリババの屁理屈?, Aribaba no Herikutsu) - 64ª notte. "La Repubblica di Balbad" (バルバッド共和国?, Barubaddo Kyōwakoku) - 65ª notte. "La risposta di Kashim" (カシムの答え?, Kashimu no Kotae) - 66ª notte. "Aladdin nel palazzo sacro" (聖宮のアラジン?, Seikyū no Arajin) - 67ª notte. "Lo scontro" (激突?, Gekitotsu) - 68ª notte. "Il Djinn formato dai Rokh oscuri" (黒きルフのジン?, Kuroki Rufu no Jin) |                                                                             |                   |                        |
| 8  | 18 aprile 2011 | ISBN 978-4-09-122853-6                                                      | 13 dicembre 2012  | ISBN 978-88-6420-609-7 |
| 8  | Capitoli - 69ª notte. "Volontà rivoluzionaria" (革命の意志?, Kakumei no Ishi) - 70ª notte. "L'uccello" (鳥?, Tori) - 71ª notte. "Alibaba è..." (アリババとは?, Aribaba to wa) - 72ª notte. "La saggezza di Solomon" (ソロモンの知恵?, Soromon no Chie) - 73ª notte. "Il volere dei Rokh" (ルフの意志?, Rufu no Ishi) - 74ª notte. "Una condizione più sublime" (崇高な何か?, Sūkōna Nanika) - 75ª notte. "Kashim è..." (カシムとは?, Kashimu to wa) - 76ª notte. "Il sorriso" (笑顔?, Egao) - 77ª notte. "Il regno di Sindria" (シンドリア王国?, Shindoria Ōkoku) - 78ª notte. "I maghi" (魔法使い?, Mahōtsukai) |                                                                             |                   |                        |
| 9  | 15 luglio 2011 | ISBN 978-4-09-123198-7                                                      | 14 febbraio 2013  | ISBN 978-88-6420-610-3 |
| 9  | Capitoli - 79ª notte. "La spada di Alibaba" (アリババの剣?, Aribaba no Ken) - 80ª notte. "Gli Otto Generali" (八人将?, Hachi Nin Shō) - 81ª notte. "Mahragan, la notte del banchetto in maschera" (謝肉宴の夜?, Maharagān no Yoru) - 82ª notte. "Un grande paese" (大きな国?, Ōkina Kuni) - 83ª notte. "La vita quotidiana di ciascuno" (それぞれの日々?, Sorezore no Hibi) - 84ª notte. "Kogyoku e Sindbad" (紅玉とシンドバッド?, Kōgyoku to Shindobaddo) - 85ª notte. "Il colpevole è...?" (犯人は??, Han'nin wa?) - 86ª notte. "Il suo nome è Hakuryu Ren" (その名は練白龍?, Sono Na wa Ren Hakuryū) - 87ª notte. "Un principe reale e un principe imperiale" (王子と皇子?, Ōji to Ōji) - 88ª notte. "Rotta verso Zagan" (ザガンへの船旅?, Zagan e no Funatabi) |                                                                             |                   |                        |
| 10 | 10 ottobre 2011 | ISBN 978-4-09-123335-6                                                      | 17 aprile 2013    | ISBN 978-88-6420-611-0 |
| 10 | Capitoli - 89ª notte. "La cosa migliore che posso fare adesso" (今できる最良のこと?, Ima Dekiru Sairyō no Koto) - 90ª notte. "Di nuovo in un dungeon" (迷宮再び?, Danjon Futatabi) - 91ª notte. "All'interno di Zagan" (ザガンの中?, Zagan no Naka) - 92ª notte. "L'apparizione di Zagan" (ザガン登場?, Zagan Tōjō) - 93ª notte. "Halharl rasars" (灼熱の連弾?, Haruhāru Rasāsu) - 94ª notte. "Voglio darti una mano" (あなたの力?, Anata no Chikara) - 95ª notte. "Un codardo" (弱虫?, Yowamushi) - 96ª notte. "L'incantesimo di Zagan" (ザガンの魔法?, Zagan no Mahō) - 97ª notte. "L'attivazione" (発動?, Hatsudō) - 98ª notte. "I sicari" (発動?, Shikaku) |                                                                             |                   |                        |
| 11 | 18 gennaio 2012 | ISBN 978-4-09-123535-0                                                      | 13 giugno 2013    | ISBN 978-88-6420-484-0 |
| 11 | Capitoli - 99ª notte. "Un altro strumento metallico oscuro" (闇の金属器再び?, Yami no Kinzoku Ki Futatabi) - 100ª notte. "L'asso nella manica" (切り札?, Kirifuda) - 101ª notte. "La magia mutaforma oscura" (闇の魔装?, Yami no Masō) - 102ª notte. "La magia superiore" (極大魔法?, Kyokudai Mahō) - 103ª notte. "Travolti dal destino" (運命の逆流?, Unmei no Gyakuryū) - 104ª notte. "La vera natura della forza" (力の本質?, Chikara no Honshitsu) - 105ª notte. "Il conquistatore del dungeon" (迷宮攻略者?, Meikyū Kōryakusha) - 106ª notte. "Io posso ancora combattere!" (私はまだ戦える!!?, Watashi wa Mada Tatakaeru!!) - 107ª notte. "L'impeto di collera" (激情?, Gekijō) - 108ª notte. "Lo spadaccino" (剣士?, Kenshi) |                                                                             |                   |                        |
| 12 | 18 aprile 2012 | ISBN 978-4-09-123648-7                                                      | 14 agosto 2013    | ISBN 978-88-6420-577-9 |
| 12 | Capitoli - 109ª notte. "Un genio" (天才?, Tensai) - 110ª notte. "Il quarto magi" (4人目のマギ?, 4 Hitome no Magi) - 111ª notte. "Un banchetto per i conquistatori di dungeon" (迷宮攻略者の宴?, Danjon Kōryakusha no Utage) - 112ª notte. "La strada" (道?, Michi) - 113ª notte. "La maledizione" (呪い?, Noroi) - 114ª notte. "Il re conquistatore" (覇王?, Haō) - 115ª notte. "All'interno di Alibaba" (アリババの中?, Aribaba no Naka) - 116ª notte. "La svolta" (転機?, Tenki) - 117ª notte. "Il presentimento alla partenza" (旅立ちの予感?, Tabidachi no Yokan) - 118ª notte. "Il motivo della decisione" (決意の訳?, Ketsui no Wake) |                                                                             |                   |                        |
| 13 | 18 luglio 2012 | ISBN 978-4-09-123774-3                                                      | 17 ottobre 2013   | ISBN 978-88-6420-726-1 |
| 13 | Capitoli - 119ª notte. "La separazione" (別離?, Betsuri) - 120ª notte. "Zepar" (ゼパル?, Zeparu) - 121ª notte. "La partenza" (出航?, Shukkō) - 122ª notte. "Il viaggio via mare" (船旅?, Funatabi) - 123ª notte. "I pirati" (海賊?, Kaizoku) - 124ª notte. "L'attivazione di Zagan" (ザガン発動?, Zagan Hatsudō) - 125ª notte. "L'irruzione" (突入?, Totsunyū) - 126ª notte. "La fortezza dei pirati" (海賊砦?, Kaizoku Toride) - 127ª notte. "Le lance di ghiaccio" (氷の槍?, Kōri no Yari) - 128ª notte. "La madre" (母?, Haha) |                                                                             |                   |                        |
| 14 | 18 settembre 2012 | ISBN 978-4-09-123850-4                                                      | 19 dicembre 2013  | ISBN 978-88-6420-737-7 |
| 14 | Capitoli - 129ª notte. "Rendersi indipendenti" (自立?, Jiritsu) - 130ª notte. "Oscuri ricordi" (闇の記憶?, Yami no Kioku) - 131ª notte. "Nemico mortale" (仇敵?, Kyūteki) - 132ª notte. "La dichiarazione" (告白?, Kokuhaku) - 133ª notte. "Una persona gentile" (優しい人?, Yasashii Hito) - 134ª notte. "Il giorno precedente" (前日?, Zenjitsu) - 135ª notte. "Viaggiare da solo" (一人旅?, Hitoritabi) - 136ª notte. "Entra in scena Koha Ren" (練紅覇?, Ren Kōha) - 137ª notte. "Giorni di allenamenti speciali" (特訓の日々?, Tokkun no Hibi) - 138ª notte. "Giorni di studio" (学問の日々?, Gakumon no Hibi) |                                                                             |                   |                        |
| 15 | 16 novembre 2012 | ISBN 978-4-09-124009-5                                                      | 19 febbraio 2014  | ISBN 978-88-6420-909-8 |
| 15 | Capitoli - 139ª notte. "L'impero Rehm" (レーム帝国?, Rēmu Teikoku) - 140ª notte. "I yambala" (ヤンバラ?, Yanbara) - 141ª notte. "Il colosseo" (闘技場?, Tōgiba) - 142ª notte. "La fusione" (融合?, Yūgō) - 143ª notte. "La somma sacerdotessa" (最高司祭?, Saikō Shisai) - 144ª notte. "L'immensa voragine" (大峡谷?, Dai Kyōkoku) - 145ª notte. "L'adunata" (集会?, Shūkai) - 146ª notte. "Un mondo unito" (一つの世界?, Hitotsu no Sekai) - 147ª notte. "Il nuovo imperatore" (新たなる皇帝?, Aratanaru Kōtei) - 148ª notte. "Sei mesi dopo" (さらに半年後?, Sarani Hantoshi-go) |                                                                             |                   |                        |
| 16 | 18 febbraio 2013 | ISBN 978-4-09-124181-8                                                      | 17 aprile 2014    | ISBN 978-88-6420-671-4 |
| 16 | Capitoli - 149ª notte. "Titus Alexius" (ティトス・アレキウス?, Titosu Arekiusu) - 150ª notte. "Aladdin VS. Titus" (アラジンVSティトス?, Arajin VS Titosu) - 151ª notte. "La magia aberrante" (超律魔法?, Chō Ritsu Mahō) - 152ª notte. "La vera natura di Titus" (ティトスの正体?, Titosu no Shōtai) - 153ª notte. "La missione" (使命?, Shimei) - 154ª notte. "Collaborazione" (協力?, Kyōryoku) - 155ª notte. "Il quartiere di quinto grado" (5等許可区?, 5 tō Kyokaku) - 156ª notte. "Bestiame" (家畜?, Kachiku) - 157ª notte. "La sorgente del potere magico" (魔力炉?, Magoi Ro) - 158ª notte. "L'istruzione ideologica" (思想教育?, Shisō Kyōiku) |                                                                             |                   |                        |
| 17 | 17 maggio 2013 | ISBN 978-4-09-124301-0                                                      | 19 giugno 2014    | ISBN 978-88-6920-031-1 |
| 17 | Capitoli - 159ª notte. "La solitudine dei maghi" (魔導士の孤独?, Madōshi no Kodoku) - 160ª notte. "Un paese per i maghi" (魔導士の国?, Madōshi no Kuni) - 161ª notte. "Cambiamento" (変化?, Henka) - 162ª notte. "La verità su Mogamett" (モガメットの真実?, Mogametto no Shinjitsu) - 163ª notte. "I seminari" (研究室?, Zemi) - 164ª notte. "La verità su Titus" (ティトスの真実?, Titosu no Shinjitsu) - 165ª notte. "L'origine" (発端?, Hottan) - 166ª notte. "L'inizio delle ostilità" (開戦の前?, Kaisen no Mae) - 167ª notte. "Un urlo di guerra" (鬨のこえ?, Toki no Koe) - 168ª notte. "I numi tutelari" (守護神?, Shugoshin) |                                                                             |                   |                        |
| 18 | 18 settembre 2013 | ISBN 978-4-09-124383-6                                                      | 14 agosto 2014    | ISBN 978-88-6920-116-5 |
| 18 | Capitoli - 169ª notte. "La forza degli uomini" (人の力?, Hito no Chikara) - 170ª notte. "Un'arma magica" (魔導兵器?, Madō Heiki) - 171ª notte. "Prede" (エサ?, Esa) - 172ª notte. "Fanaris VS. maghi" (ファナリスVS魔法使い?, Fanarisu VS Mahōtsukai) - 173ª notte. "Il re delle bestie" (獣の王?, Kemono no Ō) - 174ª notte. "La forza di un magi" (マギの力?, Magi no Chikara) - 175ª notte. "La volontà di combattere" (戦う心?, Tatakau Kokoro) - 176ª notte. "Barbatos" (バルバトス?, Barubatosu) - 177ª notte. "La grande sacerdotessa" (最高司祭?, Saikō Shisai) - 178ª notte. "La macchia oscura" (暗黒点?, Ankokuten) |                                                                             |                   |                        |
| 19 | 18 ottobre 2013 | ISBN 978-4-09-124453-6                                                      | 16 ottobre 2014   | ISBN 978-88-6920-150-9 |
| 19 | Capitoli - 179ª notte. "Nella parte più profonda..." (最深部へ?, Saishinbu e) - 180ª notte. "La stoffa di un re di Koha Ren" (練紅覇という王の器?, Ren Kōha to iu Ō no Utsuwa) - 181ª notte. "Il completamento" (完成?, Kansei) - 182ª notte. "La magia mutaforma di Amon" (魔装アモン?, Masō Amon) - 183ª notte. "L'incontro" (対面?, Taimen) - 184ª notte. "Titus e Marga" (ティトスとマルガ?, Titosu to Maruga) - 185ª notte. "L'ultima carta da giocare" (最後の力?, Saigo no Chikara) - 186ª notte. "Koen e Alibaba" (紅炎とアリババ?, Kōen to Aribaba) - 187ª notte. "La grande adunata" (大集結?, Dai Shūketsu) - 188ª notte. "I guerrieri armati della magia mutaforma" (魔装戦士達?, Masō Senshi-tachi) |                                                                             |                   |                        |
| 20 | 17 gennaio 2014 | ISBN 978-4-09-124552-6                                                      | 18 dicembre 2014  | ISBN 978-88-6920-215-5 |
| 20 | Capitoli - 189ª notte. "Diecimila" (一万匹?, Ichi Man Biki) - 190ª notte. "Un'infuocata lotta congiunta" (炎の共闘?, Honō no Kyōtō) - 191ª notte. "L'essere che divora i Rokh" (ルクを喰うモノ?, Rufu o Kuu Mono) - 192ª notte. "Attacchi violenti" (猛攻?, Mōkō) - 193ª notte. "Un magi traditore" (裏切りのマギ?, Uragiri no Magi) - 194ª notte. "Il momento della caduta" (滅亡の時?, Metsubō no Toki) - 195ª notte. "Unire le forze" (全ての力?, Subete no Chikara) - 196ª notte. "Esitazione" (迷い?, Mayoi) - 197ª notte. "Il messaggio" (伝言?, Dengon) - 198ª notte. "Bentornato!" (おかえりなさい?, Okaerinasai) |                                                                             |                   |                        |
| 21 | 18 aprile 2014 | ISBN 978-4-09-124621-9                                                      | 19 febbraio 2015  | ISBN 978-88-6920-271-1 |
| 21 | Capitoli - 199ª notte. "Dopo la battaglia" (戦の後?, Ikusa no Ato) - 200ª notte. "Le lacrime di un uomo" (男の涙?, Otoko no Namida) - 201ª notte. "L'invito a Balbad" (バルバッドへの招待状?, Barubaddo e no Shōtaijō) - 202ª notte. "I seguaci di Alibaba" (アリババの眷属?, Aribaba no Kenzoku) - 203ª notte. "Un amore profondo" (ほれたのほれたの?, Horeta no Horeta no) - 204ª notte. "Sindbad e Yunan" (シンドバッドとユナン?, Shindobaddo to Yunan) - 205ª notte. "Qual è la stoffa del re?" (王の器とは??, Ō no Utsuwa to wa?) - 206ª notte. "Una serata con vecchi amici" (旧友との夜?, Kyūyū to no Yoru) - 207ª notte. "La tomba di Kashim" (カシムの墓?, Kashimu no Haka) - 208ª notte. "L'uomo chiamato Komei Ren" (練紅明という男?, Ren Kōmei to Iu Otoko) |                                                                             |                   |                        |
| 22 | 18 luglio 2014 (ed. regolare & limitata) | ISBN 978-4-09-124673-8 (ed. regolare) ISBN 978-4-09-159192-0 (ed. limitata) | 15 aprile 2015    | ISBN 978-88-6920-345-9 |
| 22 | Capitoli - 209ª notte. "L'unificazione ideologica" (思想統一?, Shisō Tōitsu) - 210ª notte. "Le condizioni" (条件?, Jōken) - 211ª notte. "Il luogo d'origine dei Fanaris" (ファナリスの故郷?, Fanarisu no Kokyō) - 212ª notte. "Mezzi vili" (汚い手?, Kitanai Te) - 213ª notte. "Il vertice" (会談?, Kaidan) - 214ª notte. "Terra natale" (生まれ故郷?, Umare Kokyō) - 215ª notte. "La leggenda" (神話?, Shinwa) - 216ª notte. "Solomon è il suo nome" (その名はソロモン?, Sono Na wa Soromon) - 217ª notte. "Altre specie" (異種族?, Ishuzoku) - 218ª notte. "Grandi peccatori" (大罪人?, Taizainin) |                                                                             |                   |                        |
| 23 | 17 ottobre 2014 | ISBN 978-4-09-125278-4                                                      | 17 giugno 2015    | ISBN 978-88-6920-396-1 |
| 23 | Capitoli - 219ª notte. "La vera natura di Solomon" (ソロモンの正体?, Soromon no Shōtai) - 220ª notte. "Qualcosa in comune" (共通するもの?, Kyōtsū suru Mono) - 221ª notte. "Un sentimento d'amore" (恋情?, Renjō) - 222ª notte. "Il drago primordiale" (原始竜?, Mazā Doragon) - Episodio Speciale. "Le profezie di Davide" (ダビデの預言書?, Dabide no Yogensho) - 223ª notte. "Il giuramento" (誓い?, Chikai) - 224ª notte. "Il corteggiamento" (求愛?, Kyūai) - 225ª notte. "Il futuro" (未来?, Mirai) - 226ª notte. "Re Solomon" (ソロモン王?, Soromon Ō) - 227ª notte. "La battaglia decisiva" (最終決戦?, Saishū Kessen) - 228ª notte. "La tattica di Davide" (ダビデの策?, Dabide no Saku) |                                                                             |                   |                        |
| 24 | 16 gennaio 2015 (ed. regolare & speciale) | ISBN 978-4-09-125557-0 (ed. regolare) ISBN 978-4-09-159201-9 (ed. speciale) | 20 gennaio 2016   | ISBN 978-88-6920-644-3 |
| 24 | Capitoli - 229ª notte. "La magia più potente del mondo" (世界最強の魔導?, Sekai Saikyō no Madō) - 230ª notte. "Davide e Solomon" (ダビデとソロモン?, Dabide to Soromon) - 231ª notte. "Verso un mondo di un'altra dimensione" (異次元世界へ?, I Jigen Sekai e) - 232ª notte. "Il mondo di Solomon" (ソロモンの世界?, Soromon no Sekai) - 233ª notte. "La ribellione" (光への造反?, Hikari e no Hangyaku) - 234ª notte. "La rivolta dell'ottagramma" (八芒星の反乱?, Hachibōsei no Hanran) - 235ª notte. "Il ritorno di Solomon" (ソロモンの帰還?, Soromon no Kikan) - 236ª notte. "La reincarnazione di Solomon" (ソロモンのうつし身?, Soromon no Utsushi Mi) - 237ª notte. "Le leggi del nuovo mondo" (新たな世界の理?, Arata na Sekai no Kotowari) - 238ª notte. "La proposta di Aladdin" (アラジンの提案?, Arajin no Teian)                                                                                            |                                                                             |                   |                        |
| 25 | 17 aprile 2015 | ISBN 978-4-09-125810-6                                                      | 18 maggio 2016    | ISBN 978-88-6420-684-4 |
| 25 | Capitoli - 239ª notte. "I calcoli di tre paesi" (三国の思惑?, Sangoku no Omowaku) - 240ª notte. "La risposta del magi oscuro" (黒マギの答え?, Kuro Magi no Kotae) - 241ª notte. "Determinazione" (それぞれの覚悟?, Sorezore no Kakugo) - 242ª notte. "La decisione di Hakuryu" (白龍の決断?, Hakuryū no Ketsudan) - 243ª notte. "Il jinn della verità e della condanna" (真実と断罪のジン?, Shinjitsu to Danzai no Jin) - 244ª notte. "L'uomo malvagio con la stoffa di un re" (黒き王の器?, Kuroki Ō no Utsuwa) - 245ª notte. "La forza di un nuovo jinn" (新たなジンの力?, Aratana Jin no Chikara) - 246ª notte. "Il castigo di Phenex" (フェニクスの戒め?, Fenikusu no Imashime) - 247ª notte. "Battaglia decisiva in capitale" (帝都決戦?, Teito Kessen) - 248ª notte. "L'asso nella manica di Judal" (ジュダルの奥の手?, Judaru no Oku no Te)                                                                        |                                                                             |                   |                        |
| 26 | 17 luglio 2015 | ISBN 978-4-09-126188-5                                                      | 20 luglio 2016    | ISBN 978-88-226-0124-7 |
| 26 | Capitoli - 249ª notte. "La tenacia di Hakuryu" (白龍の執念?, Hakuryū no Shūnen) - 250ª notte. "Il nuovo imperatore" (新たな皇帝?, Aratana Ō) - 251ª notte. "L'editto imperiale di Hakuryu" (白龍の勅令?, Hakuryū no Chokurei) - 252ª notte. "Il ritrovarsi di due individui con la stoffa di un re" (王の器の再会?, Ō no Utsuwa no Saikai) - 253ª notte. "Una battaglia impossibile da perdere" (譲れない戦い?, Yuzurenai Tatakai) - 254ª notte. "La scelta di non avere relazioni" (交わらぬ覚悟?, Majiwaranu Kakugo) - 255ª notte. "La forza dell'onniscienza" (全知の力?, Zenchi no Chikara) - 256ª notte. "La forza invisibile" (見えない力?, Mienai Chikara) - 257ª notte. "La magia mutaforma di Belial" (魔装ベリアル?, Masō Beriaru) - 258ª notte. "Battaglia decisiva tra magie superiori" (極大魔法決戦?, Kyokudai Mahōkessen)                                                                                  |                                                                             |                   |                        |
| 27 | 16 ottobre 2015 | ISBN 978-4-09-126469-5                                                      | 21 settembre 2016 | ISBN 978-88-226-0307-4 |
| 27 | Capitoli - 259ª notte. "La conclusione della sfida" (王の器の決着?, Ō no Utsuwa no Ketchaku) - 260ª notte. "L'estremo incantesimo di forza" (究極の力魔法?, Kyūkyoku no Chikara Mahō) - 261ª notte. "Al termine della battaglia" (死闘の果てに?, Shitō no Hate ni) - 262ª notte. "Giudicare il bene e il male" (善悪の判断?, Zen'aku no Handan) - 263ª notte. "La volontà di Aladdin" (アラジンの意志?, Arajin no Ishi) - 264ª notte. "Sulle tracce di Alibaba" (アリババの行方?, Aribaba no Yukue) - 265ª notte. "L'inizio della grande guerra" (大戦の幕開け?, Taisen no Makuake) - 266ª notte. "Incontro con l'ignoto" (未知との遭遇?, Michi to no Sōgū) - 267ª notte. "La vigilia della battaglia" (決戦前夜?, Kessen Zen'ya) - 268ª notte. "Lo scontro di Kanan" (華南の戦い?, Kanan no Tatakai) |                                                                             |                   |                        |
| 28 | 18 gennaio 2016 | ISBN 978-4-09-126695-8                                                      | 16 novembre 2016  | ISBN 978-88-226-0370-8 |
| 28 | Capitoli - 269ª notte. "Il dovere di un comandante" (将たる務め?, Shōtaru Tsutome) - 270ª notte. "Accerchiamento" (包囲作戦?, Hōi Sakusen) - 271ª notte. "Sfondamento delle linee nemiche" (敵陣突破?, Tekijin Toppa) - 272ª notte. "Scontro tra seguaci" (眷属合戦?, Kenzoku Gassen) - 273ª notte. "Il piano iniziale" (当初の計画?, Tōsho no Keikaku) - 274ª notte. "Ribaltamento delle sorti della battaglia" (覆る戦局?, Kutsugaeru Senkyoku) - 275ª notte. "Ai confini del mondo" (世界の底?, Sekai no Soko) - 276ª notte. "La volontà di Dio" (神の意志?, Kami no Ishi) - 277ª notte. "Il mondo desiderato" (望む世界?, Nozomu Sekai) - 278ª notte. "L'incontro dei due fratelli" (兄弟の対面?, Kyōdai no Taimen) |                                                                             |                   |                        |
| 29 | 12 aprile 2016 (ed. regolare & limitata) | ISBN 978-4-09-127088-7 (ed. regolare) ISBN 978-4-09-159228-6 (ed. limitata) | 15 febbraio 2017  | ISBN 978-88-226-0474-3 |
| 29 | Capitoli - 279ª notte. "Vincitori e vinti" (勝者と敗者?, Shōsha to Haisha) - 280ª notte. "Esecuzione capitale" (処刑執行?, Shokei Shikkō) - 281ª notte. "Un futuro di vendetta" (復讐の行方?, Fukushū no Yukue) - 282ª notte. "Un nuovo inizio" (たな幕開け?, Aratana Makuake) - 283ª notte. "Il ritorno di Alibaba" (アリババの帰還?, Aribaba no Kikan) - 284ª notte. "La trasformazione del mondo" (世界の変容?, Sekai no Hen'yō) - 285ª notte. "Visita alla sede della compagnia commerciale" (商会本部へ?, Shōkai Honbu e) - 286ª notte. "Il grande innovatore" (世界の革新者?, Sekai no Kakushin-sha) - 287ª notte. "Viaggio verso Rakusho" (洛昌への旅路?, Rakushō e no Tabiji) - 288ª notte. "Lo squilibrio del nuovo mondo" (新世界の歪み?, Shin Sekai no Hizumi) |                                                                             |                   |                        |
| 30 | 15 luglio 2016 | ISBN 978-4-09-127318-5                                                      | 17 maggio 2017    | ISBN 978-88-226-0578-8 |
| 30 | Capitoli - 289ª notte. "La forza di Alibaba" (アリババの力?, Aribaba no Chikara) - 290ª notte. "Ritrovarsi con l'imperatrice" (皇帝との再会?, Tomo to no Saikai) - 291ª notte. "Trattative" (直接交渉?, Chokusetsu Kōshō) - 292ª notte. "Il primo passo del contrattacco" (反撃の糸口?, Hangeki no Itoguchi) - 293ª notte. "Segnali di fumo per la rinascita di Ko" (煌復活の狼煙?, Kō Fukkatsu no Noroshi) - 294ª notte. "Le ultime risorse" (残された財源?, Nokosa reta Zaigen) - 295ª notte. "La tattica dello stratega" (軍師の秘策?, Gunshi no Hisaku) - 296ª notte. "Terra natale" (故郷へ?, Furusato e) - 297ª notte. "La riuscita del piano" (計画の勝算?, Keikaku no Shōsan) - 298ª notte. "L'uomo al vertice" (上に立つ者として?, Ue ni Tatsu Mono to Shite) |                                                                             |                   |                        |
| 31 | 28 novembre 2016 | ISBN 978-4-09-127419-9                                                      | 16 agosto 2017    | ISBN 978-88-226-0665-5 |
| 31 | Capitoli - 299ª notte. "La posizione di Rehm" (レームの在り方?, Rēmu no Arikata) - 300ª notte. "Le rispettive strade" (それぞれの道?, Sorezore no Michi) - 301ª notte. "Come un rappresentante" (代表として?, Daihyō to Shite) - 302ª notte. "Rivali" (ライバル?, Raibaru) - 303ª notte. "Le guerre del nuovo mondo" (新時代の戦い?, Shin Jidai no Tatakai) - 304ª notte. "Una voce che arriva da lontano" (彼方からの声?, Kanata kara no Koe) - 305ª notte. "Volontà che non collimano" (交わらぬ意志?, Majiwaranu Ishi) - 306ª notte. "L'intento di Arba" (アルバの思惑?, Aruba no Omowaku) - 307ª notte. "Preparativi ultimati" (準備完了?, Junbi Kanryō) - 308ª notte. "Il guardiano" (守り人?, Moribito) |                                                                             |                   |                        |
| 32 | 18 gennaio 2017 | ISBN 978-4-09-127484-7                                                      | 18 ottobre 2017   | ISBN 978-88-226-0739-3 |
| 32 | Capitoli - 309ª notte. "Yunan VS. Arba" (ユナン対アルバ?, Yunan Tai Aruba) - 310ª notte. "Il frutto degli addestramenti" (修行の成果?, Shugyō no Seika) - 311ª notte. "Un nuovo combattimento dopo due anni" (2年ぶりの再戦?, 2-Nen-buri no Saisen) - 312ª notte. "Battaglia decisiva contro l'organizzazione" (組織との決戦?, Soshiki to no Kessen) - 313ª notte. "La tenacia di Arba" (アルバの執念?, Aruba no Shūnen) - 314ª notte. "Ritrovarsi e poi..." (再開、そして?, Saikai, Soshite) - 315ª notte. "Un giro di saluti" (挨拶回り?, Aisatsu Mawari) - 316ª notte. "I bisbigli di Davide" (ダビデの囁き?, Dabide no Sasayaki) - 317ª notte. "I legami di Sindbad" (シンドバッドの絆?, Shindobaddo no Kizuna) - 318ª notte. "Dibattito nel consiglio direttivo" (理事会の応酬?, Riji-kai no Ōshū) |                                                                             |                   |                        |
| 33 | 18 aprile 2017 | ISBN 978-4-09-127557-8                                                      | 13 dicembre 2017  | ISBN 978-88-226-0799-7 |
| 33 | Capitoli - 319ª notte. "La gratitudine di Kogyoku" (紅玉の感謝?, Kōgyoku no Kansha) - 320ª notte. "La proposta di Arba" (アルバの提案?, Aruba no Teian) - 321ª notte. "Il sorriso di Sindbad" (シンドバッドの笑み?, Shindobaddo no Emi) - 322ª notte. "Fino all'altura" (高みまで?, Takami made) - 323ª notte. "L'avventura che non finisce" (冒険は終わらない?, Bōken wa Owaranai) - 324ª notte. "La struttura multipla degli dei" (神の多重構造?, Kami no Tajū Kōzō) - 325ª notte. "Un saggio che assiste il Re" (王佐の賢者?, Ōsa no Kenja) - 326ª notte. "Una forte sensazione di estraneità" (強烈な違和感?, Kyōretsuna Iwakan) - 327ª notte. "Sono stato mollato" (フられた?, Fu Rareta) - 328ª notte. "Una speranza comune" (共通の希望?, Kyōtsū no Kibō) |                                                                             |                   |                        |
| 34 | 16 giugno 2017 | ISBN 978-4-09-127579-0                                                      | 14 febbraio 2018  | ISBN 978-88-226-0887-1 |
| 34 | Capitoli - 329ª notte. "L'avido "re" umano" (強欲な人の『王』?, Gōyokuna Hito no "Ō") - 330ª notte. "Tornare insieme allo stato di Rokh" (共にルフへ?, Tomoni Rufu e) - 331ª notte. "La scelta di Alibaba" (アリババの選択?, Aribaba no Sentaku) - 332ª notte. "Il miglior individuo con la "stoffa di un re"" (誰よりも大きな『王の器』?, Dare yori mo Ōkina "Ō no Utsuwa") - 333ª notte. "Il portale del Palazzo Sacro" (聖宮へのゲート?, Seikyū e no Gēto) - 334ª notte. "Scontrarsi" (ぶつかい合いながら?, Butsu kai Ai nagara) - 335ª notte. "I sette dungeon" (7つの迷宮?, Nanatsu no Danjon) - 336ª notte. "Un assurdo destino" (理不尽な運命?, Rifujin'na Unmei) - 337ª notte. "La convinzione nella furia e nell'eroismo" (憤怒と英傑の信念?, Funnu to Eiketsu no Shin'nen) - 338ª notte. "Valefor" (ヴァレフォール?, Varefōru)                                                                                  |                                                                             |                   |                        |
| 35 | 18 agosto 2017 | ISBN 978-4-09-127683-4                                                      | 18 aprile 2018    | ISBN 978-88-226-0953-3 |
| 35 | Capitoli - 339ª notte. "Menzogna e fiducia" (虚偽と信望の信念?, Kyogi to Shinbō no Shin'nen) - 340ª notte. "La battaglia per accertarlo" (見極める戦い?, Mikiwameru Tatakai) - 341ª notte. "La convinzione nell'anima e nella manipolazione" (精神と傀儡の信念?, Seishin to Kairai no Shin'nen) - 342ª notte. "Il rinnovatore" (革新者?, Kakushin-sha) - 343ª notte. "Uno strano luogo" (とある空間?, Toaru Kūkan) - 344ª notte. "I preparativi per un grande evento" (全ては布石?, Subete wa Fuseki) - 345ª notte. "L'incantesimo di collegamento" (繋げる魔法?, Tsunageru Mahō) - 346ª notte. "Un futuro diverso da entrambe le ipotesi" (どちらでもない未来?, Dochira Demonai Mirai) - 347ª notte. "Senso di inutilità" (虚無感?, Kyomu-kan) - 348ª notte. "Le potenzialità di una grande magia" (大魔法の可能性?, Dai Mahō no Kanōsei) - 349ª notte. "Le persone coinvolte" (巻き込まれる人間?, Makikoma reru Ningen) |                                                                             |                   |                        |
| 36 | 18 ottobre 2017 | ISBN 978-4-09-127853-1                                                      | 20 giugno 2018    | ISBN 978-88-226-0954-0 |
| 36 | Capitoli - 350ª notte. "Un'impresa impossibile da realizzare" (不可能な大事業?, Fukanōna Dai Jigyō) - 351ª notte. "L'incantesimo per far tornare il mondo allo stato di Rokh" (世界をルフに還す魔法?, Sekai o Rufu ni Kaesu Mahō) - 352ª notte. "La chiave del Palazzo Sacro" (聖宮の鍵?, Hijiri Nomiya no Kagi) - 353ª notte. "Il recupero dei Rokh" (ルフの回収?, Rufu no Kaishū) - 354ª notte. "La battaglia per difendere la terra" (地上を守る戦い?, Chijō o Mamoru Tatakai) - 355ª notte. "L'ordine degli dei" (神の序列?, Kami no Joretsu) - 356ª notte. "Il colpo di grazia" (引導?, Indō) - 357ª notte. "Parte di questo mondo" (世界の一員?, Sekai no Ichiin) - 358ª notte. "Un "destino" diverso" (異なる運命?, Kotonaru Unmei) - 359ª notte. "Lo strumento metallico esiste per oggi" (金属器は今日のために?, Kinzoku-ki wa Kyō no Tame ni)                                                                   |                                                                             |                   |                        |
| 37 | 17 novembre 2017 | ISBN 978-4-09-127876-0                                                      | 14 agosto 2018    | ISBN 978-88-226-0963-2 |
| 37 | Capitoli - 360ª notte. "La risposta di Alibaba" (アリババの答え?, Aribaba no Kotae) - 361ª notte. "L'ultimo colpo" (最後の一撃?, Saigo no Ichigeki) - 362ª notte. "I confini del destino" (運命の最果て?, Unmei no Saihate) - 363ª notte. "Insieme adesso" (今こそ共に?, Imakoso Tomoni) - 364ª notte. "Una strada difficile ma libera" (過酷で自由な道?, Kakokude Jiyūna Michi) - 365ª notte. "Le enormi torri dei dungeon" (迷宮の巨塔?, Danjon no Kyotō) - 366ª notte. "L'uomo con il cuore di un coniglio" (おくびょうな人?, Okubyōna Hito) - 367ª notte. "Un mondo nel caos" (混沌とした世界?, Konton to Shita Sekai) - 368ª notte. "Il punto limite" (限界点?, Genkai-ten) - Ultima notte. "Il desiderio" (願い事?, Negaigoto) |                                                                             |                   |                        |

#### Adventure of Sinbad
Una storia secondaria di 70 pagine, intitolata Adventure of Sinbad (シンドバッドの冒険?, Shindobaddo no bōken), è stata pubblicata come materiale aggiuntivo insieme al primo volume BD/DVD dell'edizione home video della serie anime. In seguito l'opera è diventata una serie regolare, serializzata dall'8 aprile 2013 su Weekly Shōnen Sunday e poi trasferita su Ura Sunday sempre di Shogakukan fino alla sua conclusione il 25 aprile 2018. La storia, scritta da Shinobu Ōtaka ma disegnata da Yoshifumi Ōtera, tratta le origini del protagonista Sinbad, dalla sua infanzia nell'impero di Parthevia fino alla sua ascesa come re di Sindria. In Italia anche i diritti di questa serie, annunciata al Napoli Comicon 2015, sono stati acquistati da Star Comics.
| 1  | 18 settembre 2013 | ISBN 978-4-09-124390-4                                                      | 14 ottobre 2015   | ISBN 978-88-6920-502-6 |
| 1  | Capitoli - 1ª notte. "Badr di Partebia" (パルテビアのバドル?, Parutebia no Badoru) - 2ª notte. "Un antipatriota" (非国民?, Hikokumin) - 3ª notte. "Mondi sconosciuti" (未知の世界?, Michi no Sekai) - 4ª notte. "Una cosa importante" (大切なこと?, Taisetsuna Koto) - 5ª notte. "Un dungeon" (迷宮 (ダンジョン)?, Danjon) - 6ª notte. "Servizio militare" (兵役?, Heieki) - 7ª notte. "La forza di un re" (王の力?, Ō no Chikara) - 8ª notte. "Dungeon suite" (迷宮(ダンジョン)組曲?, Danjon Kumikyoku) - 9ª notte. "Sindbad il marinaio" (船乗りシンドバッド?, Funanori Shindobaddo) |                                                                             |                   |                        |
| 2  | 17 gennaio 2014 | ISBN 978-4-09-124596-0                                                      | 16 dicembre 2015  | ISBN 978-88-6920-598-9 |
| 2  | Capitoli - 10ª notte. "Il duello" (決闘?, Kettō) - 11ª notte. "Il contratto con un Jinn" (ジンとの契約?, Jin to no Keiyaku) - 12ª notte. "Partenza per un viaggio" (旅立ち?, Tabidachi) - 13ª notte. "Un incontro in mezzo all'oceano" (大海原の出会い?, Ō Unabara no Deai) - 14ª notte. "L'unicorno infuriato" (アバレイッカック?, Abareikkakku) - 15ª notte. "Carnevale" (謝肉宴 (マハラガーン)?, Maharagān) |                                                                             |                   |                        |
| 3  | 16 maggio 2014 (ed. regolare) 14 maggio 2014 (ed. speciale) | ISBN 978-4-09-124692-9 (ed. regolare) ISBN 978-4-09-941827-4 (ed. speciale) | 16 marzo 2016     | ISBN 978-88-6920-801-0 |
| 3  | Capitoli - 16ª notte. "Un sicario" (刺客?, Shinkaku) - 17ª notte. "Un luogo dove mettere in gioco la propria vita" (命を懸ける場所?, Inochi o Kakeru Basho) - 18ª notte. "Il dungeon mostra gli artigli" (牙をむく迷宮 (ダンジョン)?, Kiba o Muku Danjon) - 19ª notte. "Chi insegue e chi viene inseguito" (追う者 追われる者?, Ou Mono Owareru Mono) - 20ª notte. "L'incontro" (遭遇?, Sōgū) - 21ª notte. "Gli Sham Lash, un gruppo di assassini" (暗殺集団 (シャム＝ラシュ)?) |                                                                             |                   |                        |
| 4  | 18 agosto 2014 (ed. regolare) 12 agosto 2014 (ed. speciale) | ISBN 978-4-09-125219-7 (ed. regolare) ISBN 978-4-09-941835-9 (ed. speciale) | 15 giugno 2016    | ISBN 978-88-226-0047-9 |
| 4  | Capitoli - 22ª notte. "Il jinn del sesto dungeon" (第6迷宮 (ダンジョン) のジン?, Dai 6 Danjon no Jin) - 23ª notte. "La prova imposta da Valefor" (ブァレフォールの試練?, Barefōru no Shiren) - 24ª notte. "Ciò che dimostra di essere un vero Re" (覇王の片鱗?, Haō no Henrin) - 25ª notte. "Un'oscura bestia demoniaca" (闇の魔獣?, Yami no Majū) - 26ª notte. "Il primo colpo di arpione" (一番銛?, Ichiban Mori) - 27ª notte. "Il decadimento" (堕転?, Daten) |                                                                             |                   |                        |
| 5  | 18 dicembre 2014 (ed. regolare) 16 dicembre 2014 (ed. speciale) | ISBN 978-4-09-125548-8 (ed. regolare) ISBN 978-4-09-941848-9 (ed. speciale) | 17 agosto 2016    | ISBN 978-88-226-0202-2 |
| 5  | Capitoli - 28ª notte. "Il ritorno dei guerrieri" (戦士の帰還?, Senshi no Kikan) - 29ª notte. "Un grande sogno" (夢?, Yume) - 30ª notte. "Il primo scambio commerciale" (初めての取引?, Hajimete no Torihiki) - 31ª notte. "Un amico" (友?, Tomo) - 32ª notte. "Una dura prova per Re Rashid" (ラシッド王の試練?, Rashiddo Ō no Shiren) - 33ª notte. "La luna" (月?, Tsuki) - 34ª notte. "La compagnia commerciale Sindria" (シンドリア商会?, Shindoria Shōkai) - 35ª notte. "Le avventure di Dracoon 1" (ドラコーンの冒険１?, Dorakōn no Bōken 1) - 36ª notte. "Le avventure di Dracoon 2" (ドラコーンの冒険２?, Dorakōn no Bōken 2) |                                                                             |                   |                        |
| 6  | 17 aprile 2015 (ed. regolare) 15 aprile 2015 (ed. speciale) | ISBN 978-4-09-126037-6 (ed. regolare) ISBN 978-4-09-941856-4 (ed. speciale) | 19 ottobre 2016   | ISBN 978-88-226-0331-9 |
| 6  | Capitoli - 37ª notte. "Le avventure di Dracoon 3" (ドラコーンの冒険３?, Dorakōn no Bōken 3) - 38ª notte. "Le avventure di Dracoon 4" (ドラコーンの冒険４?, Dorakōn no Bōken 4) - 39ª notte. "La terra della purezza" (清浄の地?, Seijō no Chi) - 40ª notte. "Il grande condottiero" (導きの戦士?, Michibiki no Senshi) - 41ª notte. "La sfida rituale" (決闘式?, Kettōshiki) - 42ª notte. "Lo strumento metallico Alloces" (金属器アロセス?, Kinzoku Ki Arosesu) - 43ª notte. "Baal VS. Alloces" (バアル 対 アロセス?, Baaru tai Arosesu) - 44ª notte. "Padre e figlio" (父と子?, Chichi to Ko) - 45ª notte. "La promessa" (約束?, Yakusoku) - 46ª notte. "È meglio viaggiare in compagnia" (旅は道連れ?, Tabi wa Michizure) - 47ª notte. "La città nel cielo" (天空都市?, Tenkū Toshi) |                                                                             |                   |                        |
| 7  | 17 luglio 2015 (ed. regolare) 15 luglio 2015 (ed. speciale) | ISBN 978-4-09-126266-0 (ed. regolare) ISBN 978-4-09-941858-8 (ed. speciale) | 14 dicembre 2016  | ISBN 978-88-226-0408-8 |
| 7  | Capitoli - 48ª notte. "La Valle della Morte" (死者の谷?, Shisha no Tani) - 49ª notte. "Vivere" (生きる?, Ikiru) - 50ª notte. "Il vento del destino" (運命の風?, Unmei no Kaze) - 51ª notte. "La fuga" (脱出?, Dasshutsu) - 52ª notte. "Lo strumento metallico Cerberus" (金属器ケルベロス?, Kinzoku Ki Keruberosu) - 53ª notte. "L'abilità di Valefor" (ブァレフォールの力?, Barefōru no Chikara) - 54ª notte. "Un magi" (マギ?, Magi) - 55ª notte. "La piccola principessa Altemyula" (アルテミュラの小さな姫?, Arutemyura no Chiisana Hime) - 56ª notte. "I visitatori" (来訪者?, Raihōsha) - 57ª notte. "I ricordi di Dracoon 1" (ドラコーンの追憶１?, Dorakōn no Tsuioku 1) - 58ª notte. "I ricordi di Dracoon 2" (ドラコーンの追憶２?, Dorakōn no Tsuioku 2)                       |                                                                             |                   |                        |
| 8  | 16 ottobre 2015 | ISBN 978-4-09-126590-6                                                      | 15 marzo 2017     | ISBN 978-88-226-0522-1 |
| 8  | Capitoli - 59ª notte. "I ricordi di Dracoon 3" (ドラコーンの追憶3?, Dorakōn no Tsuioku 3) - 60ª notte. "Speciale" (特別?, Tokubetsu) - 61ª notte. "La Compagnia Commerciale Mariadel" (マリアデル商会?, Mariaderu Shōkai) - 62ª notte. "Trattative" (取引?, Torihiki) - 63ª notte. "Partenza" (出立?, Shuttatsu) - 64ª notte. "L'isola di Ria Venice" (リア・ヴェニス島?, Ria Venisu-tō) - 65ª notte. "Un gladiatore" (剣闘士?, Kentōshi) - 66ª notte. "Uno schiavo" (奴隷?, Dorei) - 67ª notte. "Il sostituto del titolare" (代理当主?, Dairi Tōshu) - 68ª notte. "I mercanti di schiavi" (奴隷商人?, Dorei Shōnin) - 69ª notte. "Il consiglio di un re" (王の助言?, Ō no Jogen) |                                                                             |                   |                        |
| 9  | 12 aprile 2016 | ISBN 978-4-09-127225-6                                                      | 21 giugno 2017    | ISBN 978-88-226-0598-6 |
| 9  | Capitoli - 70ª notte. "Uno spiraglio di speranza" (一筋の希望?, Hitosuji no Kibō) - 71ª notte. "I due capi degli schiavi" (2人の奴隷長?, Futari no Dorei-chō) - 72ª notte. "Orgoglio" (誇り?, Hokori) - 73ª notte. "Il contrattacco" (反撃の一手?, Hangeki no Itte) - 74ª notte. "La promessa fatta davanti a un calice" (杯の約束?, Sakazuki no Yakusoku) - 75ª notte. "I rispettivi intenti" (それぞれの思惑?, Sorezore no Omowaku) - 76ª notte. "Il contratto" (契約書?, Keiyakusho) - 77ª notte. "Inquietudine" (不穏?, Fuon) - 78ª notte. "Il segnale di fumo" (反乱の狼煙?, Hanran no Noroshi) - 79ª notte. "Ribellione" (反逆者?, Hangyaku-sha) - 80ª notte. "Mani sporche di sangue" (汚れた手?, Yogoretate)                                                                    |                                                                             |                   |                        |
| 10 | 18 maggio 2016 (ed. regolare & limitata) | ISBN 978-4-09-127263-8 (ed. regolare) ISBN 978-4-09-159227-9 (ed. limitata) | 20 settembre 2017 | ISBN 978-88-226-0692-1 |
| 10 | Capitoli - 81ª notte. "Bentornato" (おかえりなさい?, Okaerinasai) - 82ª notte. "Un capo di nuovo al suo posto" (当主のいる風景?, Tōshu no Iru Fūkei) - 83ª notte. "Essere diversi" (違うということ?, Chigau Toiukoto) - 84ª notte. "Le decisioni di ognuno" (それぞれの決意?, Sorezore no Ketsui) - 85ª notte. "Fondare un paese" (国作り?, Kuni-zukuri) - 86ª notte. "Balbad" (バルバッド?, Barubaddo) - 87ª notte. "Compagni di viaggio" (旅の仲間?, Tabi no Nakama) - 88ª notte. "Eliohapt" (エリオハプト?, Eriohaputo) - 89ª notte. "Verso il palazzo reale" (王宮へ?, Ōkyū e) - 90ª notte. "La maledizione" (呪い?, Noroi) - 91ª notte. "La vera natura della maledizione" (呪いの正体?, Noroi no Shōtai)                                                                          |                                                                             |                   |                        |
| 11 | 18 novembre 2016 | ISBN 978-4-09-127395-6                                                      | 15 novembre 2017  | ISBN 978-88-226-0767-6 |
| 11 | Capitoli - 92ª notte. "Due principi" (2人の王子?, 2-Ri no Ōji) - 93ª notte. "Parole inutili" (虚ろな言葉?, Utsurona kotoba) - 94ª notte. "Il 16° dungeon" (第16迷宮 (ダンジョン)?) - 95ª notte. "La prova di Zepar" (ゼパルの試練?) - 96ª notte. "Hinahoho VS. Mystras" (ヒナホホ 対 ミストラス?) - 97ª notte. "Masruru VS. Jafar" (マスルール 対 ジャーファル?) - 98ª notte. "La forza di Masruru" (マスルールの力?) - 99ª notte. "Jafar" (ジャーファル?, Jāfaru) - 100ª notte. "La vita" (命?, Inochi) - 101ª notte. "Un nuovo individuo con la stoffa di un re" (新たな王の器?, Aratana ō no utsuwa) - 102ª notte. "Due re" (2人の王?) |                                                                             |                   |                        |
| 12 | 18 gennaio 2017 | ISBN 978-4-09-127443-4                                                      | 17 gennaio 2018   | ISBN 978-88-226-0829-1 |
| 12 | Capitoli - 103ª notte. "I requisiti per diventare re" (王の資格?, Ō no Shikaku) - 104ª notte. "Tutta me stessa" (私のすべてを?, Watashi no Subete o) - 105ª notte. "Grazie" (ありがとう?, Arigatō) - 106ª notte. "Il desiderio che non si ferma" (立ち止まらぬ思い?, Tachidomaranu Omoi) - 107ª notte. "La tomba della famiglia reale" (王家の墓?, Ōke no Haka) - 108ª notte. "Un trono vuoto" (空白の玉座?, Kūhaku no Gyokuza) - 109ª notte. "L'Alleanza dei Sette Mari" (七海連合?, Nanakai Rengō) - 110ª notte. "La decisione" (決断?, Ketsudan) - 111ª notte. "Separazione" (別れ?, Wakare) - 112ª notte. "Masruru e Sharrkan" (マスルールとシャルルカン?, Masurūru to Sharurukan) - 113ª notte. "Il villaggio del popolo di Toran" (トランの村?, Toran no Mura)                    |                                                                             |                   |                        |
| 13 | 18 aprile 2017 | ISBN 978-4-09-127590-5                                                      | 14 marzo 2018     | ISBN 978-88-226-0925-0 |
| 13 | Capitoli - 114ª notte. "Ritorno al proprio paese" (帰郷?, Kikyō) - 115ª notte. "Il risveglio della lama" (目覚める刃?, Mezameru Yaiba) - 116ª notte. "Combattere spalla a spalla" (戦士の共闘?, Senshi no Kyōtō) - 117ª notte. "Re Solomon" (ソロモン王?, Soromon-ō) - 118ª notte. "Il suo nome è Judal" (その名はジュダル?, Sononaha Judaru) - 119ª notte. "Un invito sospetto" (不穏な誘い?, Fuon'na Sasoi) - 120ª notte. "Alla volta di Partebia" (パルテビアへ?, Parutebia e) - 121ª notte. "Il nome di quell'uomo è..." (その男の名は?, Sono Otoko no Na wa) - 122ª notte. "L'Impero di Partebia" (パルテビア帝国?, Parutebia Teikoku) - 123ª notte. "L'imperatore bambino" (小さな皇帝?, Chīsana Kōtei) - 124ª notte. "Il tempo dei giochi" (戯れの時間?, Tawamure no Jikan)      |                                                                             |                   |                        |
| 14 | 16 giugno 2017 | ISBN 978-4-09-127645-2                                                      | 16 maggio 2018    | ISBN 978-88-226-1003-4 |
| 14 | Capitoli - 125ª notte. "Celare le vere intenzioni" (探り合い?, Saguri Ai) - 126ª notte. "Trattative" (駆け引き?, Kakehiki) - 127ª notte. "Un uomo speciale" (特別な人間?, Tokubetsuna Ningen) - 128ª notte. "Un'ombra in movimento" (うごめく影?, Ugomekukage) - 129ª notte. "Giuramento al tramonto" (夕焼けの誓い?, Yūyake no Chikai) - 130ª notte. "Ciò che va protetto" (守りたいもの?, Mamoritaimono) - 131ª notte. "Zepar" (ゼパル?, Zeparu) - 132ª notte. "Festeggiamenti" (祝賀会?, Shukugakai) - 133ª notte. "Il nostro paese" (俺たちの国?, Oretachi no Kuni) - 134ª notte. "Oscurità" (見えざる闇?, Miezaru Yami) - 135ª notte. "Determinazione" (覚悟?, Kakugo) |                                                                             |                   |                        |
| 15 | 18 agosto 2017 | ISBN 978-4-09-127756-5                                                      | 18 luglio 2018    | ISBN 978-88-226-1058-4 |
| 15 | Capitoli - 136ª notte. "La rottura" (決裂?, Ketsuretsu) - 137ª notte. "La maga di Partebia" (?) - 138ª notte. "Una visita inaspettata" (?) - 139ª notte. "Prigionieri del destino" (?) - 140ª notte. "Al Sarmen" (?) - 141ª notte. "Le rispettive strade" (?) - 142ª notte. "In cammino verso il sogno" (?) - 143ª notte. "Il regno di Sindria" (?) - 144ª notte. "Il paese dei maghi" (?) - 145ª notte. "Il rumore della rivoluzione" (?) - 146ª notte. "Un nemico invisibile" (?) |                                                                             |                   |                        |
| 16 | 17 novembre 2017 | ISBN 978-4-09-128024-4                                                      | 19 settembre 2018 | ISBN 978-88-226-1164-2 |
| 16 | Capitoli - 147ª notte. "Colui che manovra dietro le quinte" (?) - 148ª notte. "Oppressione" (?) - 149ª notte. "La vigilia dei festeggiamenti" (?) - 150ª notte. "La cerimonia" (?) - 151ª notte. "Il riformatore del mondo" (?) - 152ª notte. "Una rivoluzione motivata" (?) - 153ª notte. "La razza scadente" (?) - 154ª notte. "Dove porta la convinzione" (?) - 155ª notte. "La decisione di combattere" (?) - 156ª notte. "Cominciano le ostilità" (?) - 157ª notte. "L'inizio della fine" (?) |                                                                             |                   |                        |
| 17 | 19 febbraio 2018 | ISBN 978-4-09-128167-8                                                      | 21 novembre 2018  | ISBN 978-88-226-1218-2 |
| 17 | Capitoli - 158ª notte. "Confusione" (?) - 159ª notte. "Zayzafon, l'uomo d'acciaio" (?) - 160ª notte. "Una forma di vita superiore" (?) - 161ª notte. "Due persone molto legate" (?) - 162ª notte. "Un nuovo terrore" (?) - 163ª notte. "Tradimento" (?) - 164ª notte. "Il figlio del destino" (?) - 165ª notte. "Invito alla disperazione" (?) - 166ª notte. "Mystras" (?) - 167ª notte. "La volontà di difendere e lo spirito di combattere" (?) |                                                                             |                   |                        |
| 18 | 19 luglio 2018 | ISBN 978-4-09-128427-3                                                      | 16 gennaio 2019   | ISBN 978-88-226-1244-1 |
| 18 | Capitoli - 168ª notte. "Padroneggiare la magia" (?) - 169ª notte. "La loro risposta" (?) - 170ª notte. "Un fiume di lacrime" (?) - 171ª notte. "Rurumu" (?) - 172ª notte. "Per chi" (?) - 173ª notte. "L'uomo chiamato Sindbad" (?) - 174ª notte. "La macchia oscura" (?) - 175ª notte. "L'avvento" (?) - 176ª notte. "Oltre il fine ultimo" (?) - 177ª notte. "Epilogo" (?) |                                                                             |                   |                        |
| 19 | 19 luglio 2018 | ISBN 978-4-09-128428-0                                                      | 13 febbraio 2019  | ISBN 978-88-226-1245-8 |
| 19 | Capitoli - 178ª notte. "La maga Yamuraiha" (?) - 179ª notte. "Il ritorno" (?) - 180ª notte. "Verso il domani" (?) - 181ª notte. "Il Re dei Sette Mari" (?) - Ultima notte. "Le avventure di Sindbad" (?) |                                                                             |                   |                        |

### Anime
Durante il Jisedai World Hobby Fair '12 Summer di Shogakukan fu annunciato un adattamento televisivo anime del manga principale sul sito ufficiale dell'evento. La serie, prodotta da A-1 Pictures, ha iniziato la trasmissione in Giappone il 7 ottobre 2012, sostituendo Mobile Suit Gundam AGE nella fascia oraria delle 5:00 pm di MBS/TBS. Le sigle di apertura e chiusura sono rispettivamente V.I.P dei Sid e Yubi Bōenkyō di Nogizaka46, poi sostituite dall'episodio tredici alla fine da Matataku hoshi no shita de dei Porno Graffitti e The Bravery dei Supercell.
Subito dopo la fine della prima serie fu annunciata una seconda stagione intitolata Magi: The Kingdom of Magic (マギ The kingdom of magic?). La trasmissione è iniziata il 6 ottobre 2013 nella stessa fascia oraria della stagione precedente, sostituendo Uchuu Senkan Yamato 2199. Le sigle dei primi tredici episodi sono Anniversary dei Sid ed Eden degli Aqua Timez, mentre quelle dall'episodio quattordici in poi sono Hikari dei Vivid e With you/with me dei 9nine.

#### Colonna sonora
La colonna sonora dell'anime, composta da Shirō Sagisu, è stata pubblicata da Aniplex in due CD rispettivamente il 27 marzo 2013 e il 22 gennaio 2014. Il primo, intitolato Magi Soundtrack: Up to The Volume on Balbad, raccoglie tutte le musiche di sottofondo della prima stagione Magi: The Labyrinth of Magic, mentre il secondo, dal titolo Magi Soundtrack: To The Kingdom of Magic, contiene i brani di Magi: The Kingdom of Magic.
Magi Soundtrack: Up to The Volume on Balbad
1. Enfin apparu!! – 3:22
2. Danse bizarre 01 – 2:32
3. Danse bizarre 02 – 1:01
4. La voix sombre 01 – 3:08
5. Magie et sorcellerie – 3:15
6. Faut-il sauver? – 3:29
7. Sifflet sauvage – 2:10
8. Pas de douleur – 3:45
9. La voix sombre 02 – 2:30
10. MYM 'Devin' – 0:50
11. Notre puissance – 3:39
12. Danse bizarre 03 – 1:28
13. Valse 'Hot' – 3:47
14. MYM 'Urgence' – 0:44
15. MYM 'Paix d'esprit' – 1:22
16. Sentiment actuel 01 – 1:58
17. Sentiment actuel 02 – 2:22
18. Le Grand Cri – 3:16
19. Cordialement – 4:28
20. MYM 'Bonheur' – 0:51
21. L'imminence – 3:14
22. Danse bizarre 04 – 1:47
23. Sentiment actuel 03 – 1:57
24. MYM 'Insurrection' – 0:42
25. MYM 'Exaggeration' – 1:50
26. Un vrai orage – 3:28
27. Notre empire – 3:32

Magi Soundtrack: To The Kingdom of Magic
1. A Storm is Coming to Us All – 3:54
2. L'Arabesque_Fantaisie – 3:22
3. Make Your Move_playback – 5:11
4. L'Arabesque_Folie – 3:25
5. L'Arabesque_Complot – 2:28
6. Scat Bizarre_La Terre – 3:45
7. Scat Bizarre_Les Vents_01 – 1:47
8. Interlude des Vents – 0:43
9. Scat Bizarre_Les Vents_02 – 2:07
10. Et ça présage quoi? – 1:13
11. MYM_Warm Opera – 0:44
12. L'Arabesque_Danse Toujours – 3:15
13. Daily Opera_01 – 2:24
14. Teachers Ship – 2:01
15. Daily Opera_02 – 2:49
16. Scat Bizarre_Longtemps – 1:43
17. Dragon's Battle – 3:47
18. Eye of the Dragon – 3:25
19. L'Arabesque_Sindria – 3:42
20. Warriors Ship – 3:42
21. MYM_Youthful Spirit – 0:47
22. Exclamation de Triomphe – 2:41
23. Notre Empire_Dévastation – 1:38
24. Cast to Damnation – 3:28
25. A Battle so Gallant_short version – 1:42
26. Wasteland_short version – 1:44

## Accoglienza
In Giappone Magi: The Labyrinth of Magic è stato il quarto manga più venduto del 2013, nonché il quinto manga più venduto della prima metà del 2014. Recensendo il primo volume, L.B. Bryant ha affermato che è un buon titolo shōnen e ne ha consigliato l'acquisto. L'opera ha anche vinto il 59º premio Shogakukan per i manga come miglior manga shōnen. Nel sondaggio Manga Sōsenkyo 2021 indetto da TV Asahi, 150 000 persone hanno votato la loro top 100 delle serie manga e Magi si è classificata al 75º posto.